# Cayetunya
Cayetunya es un género de escarabajos de la familia Chrysomelidae. En 1958 Bechyné describió el género. Contiene las siguientes especies:
- Cayetunya clarki Flowers, 1997
- Cayetunya colombiana Flowers, 1997
- Cayetunya tifferi Flowers, 1997